# Sòls de Riu
La Casa Sòls de Riu o Solsderiu era una casa pairal del municipi de la Baronia de Rialb (Noguera) inclosa en l'Inventari del Patrimoni Arquitectònic de Catalunya. Es trobava prop de l'indret de la Torre de Rialb, antic cap municipal i nucli històric de la vall de Rialb. Aquesta masia, assentada en una costa sobre la confluència del riu Rialb amb el Segre, era una construcció típica de la segona meitat del segle xvi. Actualment la casa es troba sota les aigües del pantà de Rialb.

## Descripció
Era una casa pairal formada per un edifici de planta rectangular de tres plantes d'alçada, cobert a dos vessants, amb un edifici de façana simètrica al costat de ponent, amb el mateix conjunt de finestretes amb arc rebaixat, rematant la tercera planta. Tenia coberta i edificis annexos, amb restes d'èpoques anteriors. Tenia un gran portal dovellat al costat de llevant-migdia. Dins el recinte o pati del casal hi havia també una capella de la mateixa època.

## Història
Anteriorment hi havia la presó de la Baronia de Rialb. A la capella hi ha la data de 1645. L'edifici havia estat propietat del senyor jurisdiccional i, per tant, es configurava com un dels masos més importants de la vall. En aquest lloc s'hi reuniren alguns nobles de la zona, l'any 1022, que llavors portava el nom de Solifons, i s'hi aplegaren Arnau de Caboet, Borrell de Taravall (o Tarabau), Miró de Ponts i altres.